# 約克鎮區 (堪薩斯州斯塔福德縣)
約克鎮區（英語：York Township）為美國堪薩斯州斯塔福德縣轄下的鎮區。2010年美国人口普查中此鎮區人口有49人。

## 地理
約克鎮區涵蓋總面積為93.3平方（36.02平方英里），其中陸地面積為92.9平方（35.88平方英里），水域面積為0.36平方（0.14平方英里）或0.39%。

## 人口統計
根據2010年美國人口普查，約克鎮區人口有49人，其中男性有29人，女性有20人，人口密度為每平方公里0.53人，住房計28戶。鎮區內的白人有47人，非裔美國人有0人，美洲原住民有1人，亞裔美國人有1人，太平洋島裔美國人有0人，其他種族有0人，混血種族則有0人。此外鎮區內有4人為西班牙裔或拉丁裔美國人。此鎮區之年齡中位數為42.5歲，而男性年齡中位數為45.5歲，女性年齡中位數為39.0歲。